# Gran Mesquita Jamia
La Gran Mesquita Aljama o Grand Jamia Masjid (urdú: گرینڈ جامع مسجد, graiṇḍ jāmi' masjid) és un complex cultural en construcció a Bahria Town Karachi, un barri de luxe de nova construcció de la ciutat de Karachi, a la província de Sindh, al Pakistan. Quan estigui acabat, el complex inclourà una mesquita amb capacitat per acollir 800.000 fidels alhora, la qual cosa la convertirà en la mesquita més gran del Pakistan i la tercera més gran del món segons la capacitat.

## Disseny
El projecte combina les arquitectures mogol i persa. De les 20 hectàrees que té el complex cultural, la mesquita està situada en un turó de 18 m d'alçada per tal que sigui visible des d'una certa distància. El projecte inclou un únic minaret de 99 m d'alçària. La mesquita és coberta per 150 cúpules. L'alçada de la cúpula més gran és de 75 m. Per a la construcció s'utilitza marbre de color beix d'alta qualitat del Balutxistan. El conjunt estarà envoltat per amplis jardins tancats per murs en forma d'arc als quatre costats.
La mesquita tindrà fonts dins del pati. Per protegir els fidels del sol, el pati disposarà de paraigües automatitzats de disseny similar als que ja existeixen a la mesquita del Profeta, a Medina.

## Galeria

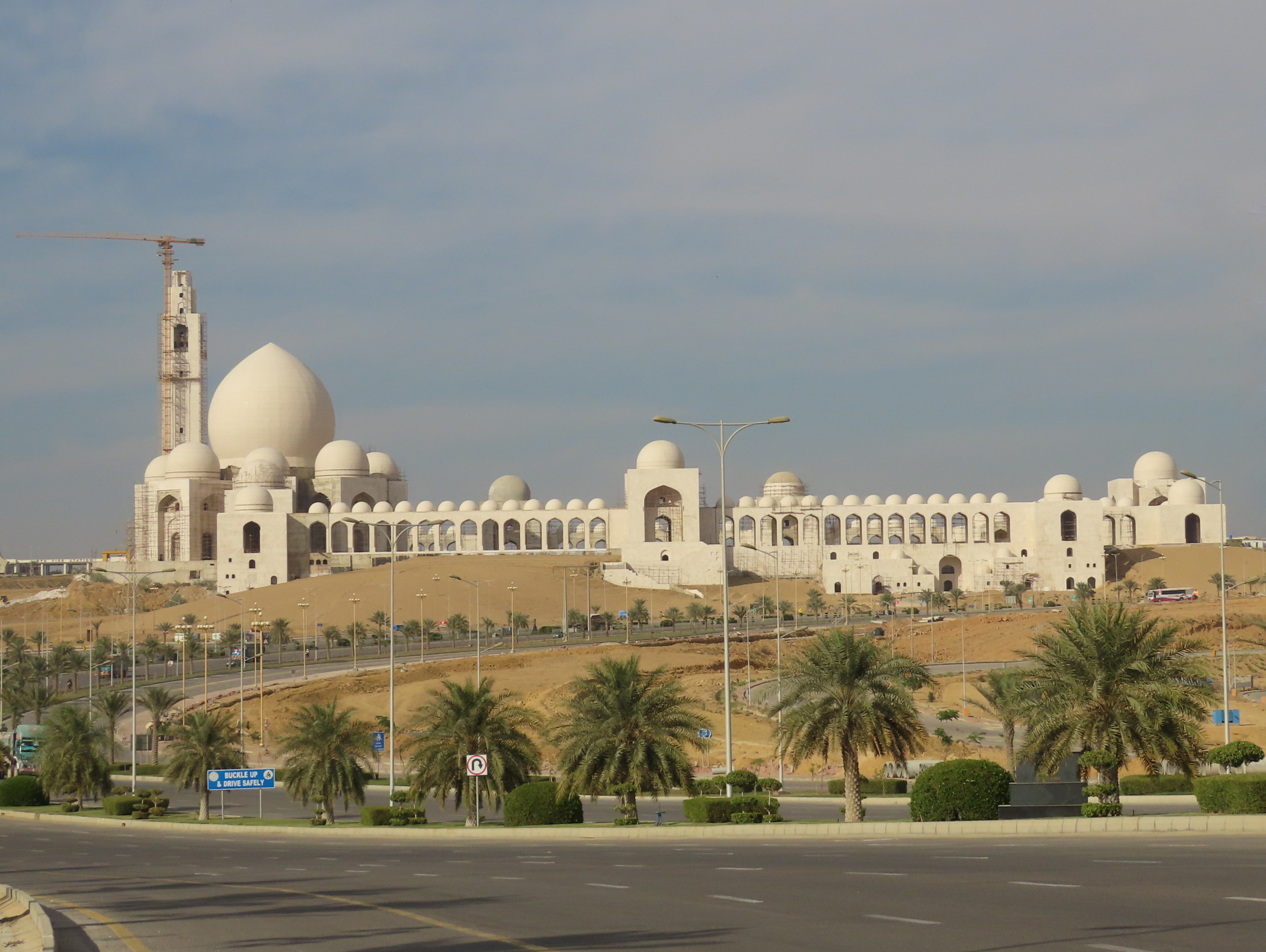
En construcció el 2020
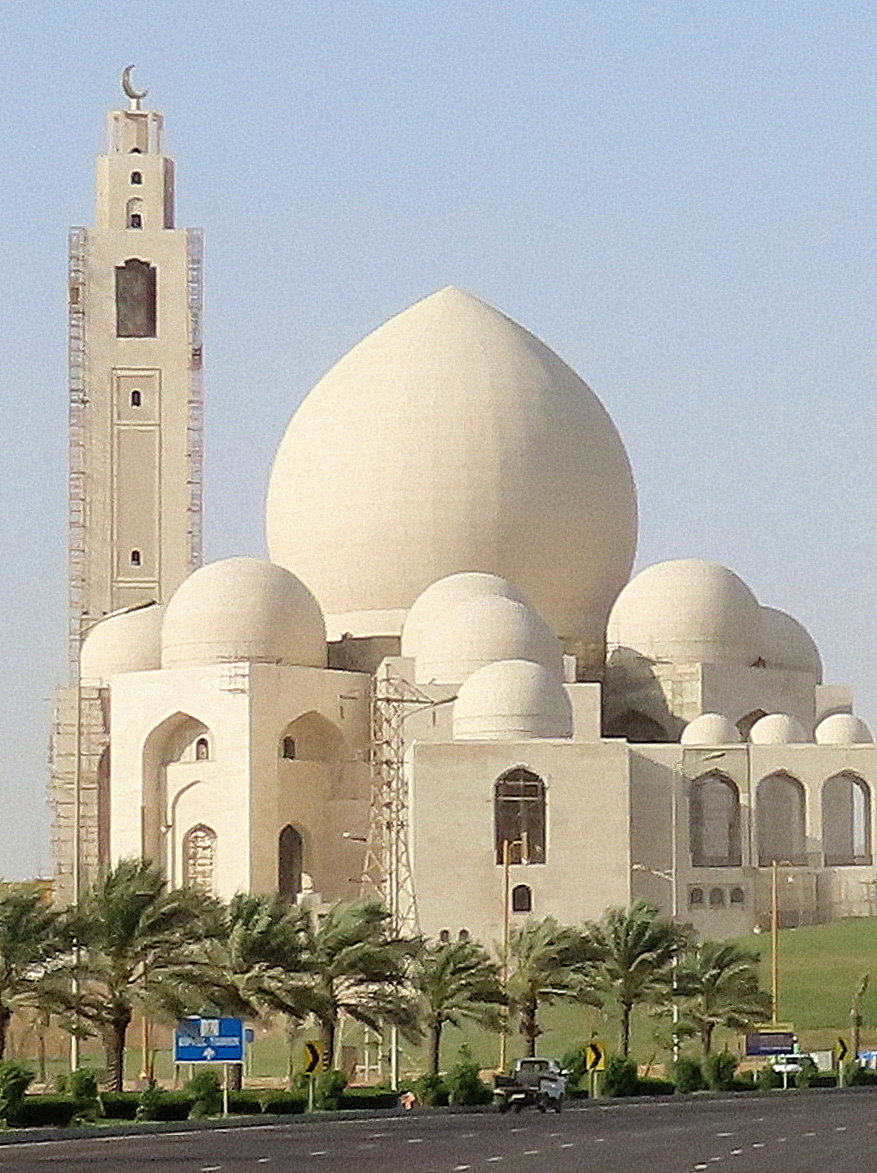
La mesquita el 2022